# RepRisk
RepRisk AG es una proveedora de servicios de información, especializada en riesgos medioambientales, sociales y de buen gobierno empresarial (Environmental, Social and corporate Governance —ESG—) y soluciones cuantitativas con sede central en Zúrich, Suiza.
La compañía gestiona un banco de datos accesible en línea sobre la vulnerabilidad relacionada con temas ESG que conciernen a compañías, sectores y países. Evalúa sistemáticamente y diariamente el riesgo, las alegaciones, y críticas relacionadas con asuntos, tales como la degradación medioambiental, las violaciones de derechos humanos, el trabajo infantil, los trabajos forzados, el fraude y la corrupción, que pueden tener un impacto sobre la reputación de una organización, su rentabilidad financiera o llevar a problemas de cumplimiento. El banco de datos es utilizado por instituciones financieras y corporaciones como herramienta de debida diligencia e investigación y monitoreo de riesgos.
En el banco de datos se incluyen, en octubre de 2018 más de 110 000 compañías y 27 000 proyectos que fueron señalados como teniendo vínculos con riesgos ESG. El banco de datos también analiza los riegos ESG relacionados con sectores y países. Incluye además datos sobre temas y asuntos ESG, sobre más de 18 000 ONG, y más de 13 000 agencias gubernamentales.

## Historia
RepRisk fue fundada en 1998, llamándose entonces ECOFACT, una consultoría con sede en Zúrich y enfocada a los riesgos ambientales y sociales vinculados al sector financiero. En 2006, su base de datos ESG fue creada a petición de un cliente bancario. En 2010, RepRisk se separa de la consultoría y nace como compañía independiente.

## Metodología

### Alcance de investigación y proceso
RepRisk filtra diariamente alrededor de 80 000 fuentes de naturaleza pública y partes interesadas externas, incluyendo medios impresos locales e internacionales, y en línea, páginas web de noticias, newsletters, ONG, agencias gubernamentales, grupos de expertos, blogs y Twitter, en un total de 20 idiomas. Este filtraje es llevado a cabo para de identificar compañías y proyectos que han sido vinculados a riesgos ESG. RepRisk monitorea 28 temas ESG (por ejemplo: polución local, trabajo infantil o evasión fiscal) y 57 topic tags, u “hot topic” (por ejemplo el aceite de palma, la perforación petrolera en el ártico, los pueblos indígenas, el carbón, o la escasez de agua). El alcance de la investigación ha sido definido de acuerdo a estándares y normas internacionales, como el Pacto Mundial de las Naciones Unidas.
El proceso de análisis se desarrolla en múltiples etapas, siempre regido por reglas. Las inteligencias humanas y artificiales ayudan a traducir los big data en investigaciones y métricas curadas. El primer paso consiste en filtrar las fuentes gracias a una herramienta propia de inteligencia artificial, donde los incidentes de riesgo se preseleccionan a través de la extracción avanzada de texto y metadatos del contenido no estructurado y se someten a procesos de duplicación y agrupación en múltiples idiomas. A continuación, un analista estudia los incidentes adversos con el fin de determinar la gravedad y novedad del evento, en línea con las normas internacionales. Se relacionan las entidades pertinentes, tales como las compañías, proyectos, sectores y países, con el evento de riesgo y se redactan un título y un resumen. Después, la información se somete a un control de calidad.. Finalmente, se añade la información a la base de datos, la plataforma RepRisk ESG Risk .

### RepRisk Índice (RRI)
El RepRisk Index (RRI) es una medición de riesgo exclusiva que cuantifica la vulnerabilidad de una compañía a riesgos ESG y el comportamiento empresarial.
La puntuación RRI de una compañía varia de cero (la más baja) a 100 (la más alta). Cuanto más alta sea la puntuación, más alta es la vulnerabilidad al riesgo. Las compañías que hayan estado expuestas a niveles altos de críticas en el pasado, serán menos sensibles a eventos y alegaciones adversos, en comparación con compañías que experimenten un incidente adverso por primera vez. Si una compañía no sufre nuevas críticas, su puntuación puede caer a cero eventualmente en un periodo máximo de dos años.
El valor Current RRI indica la exposición actual mediática y de los inversionistas de una compañía, un proyecto, un sector o un país. El Peak RRI representa el índice de riesgo global al nivel más elevado de crítica de los dos últimos años.
El cálculo de la puntuación RRI se basa en una serie de factores, que incluyen la influencia de la fuente de la información, la frecuencia y momento de las críticas, y la novedad y gravedad de la crítica.
Hay también mediciones de riesgo para proyectos, sectores, países y otras entidades.

### Calificación RepRisk Rating (RRR)
La calificación RepRisk Rating (RRR) es una medición de riesgo exclusiva, que va de AAA a D, similar a la calificación de créditos, pero para riesgos ESG. Está disponible únicamente para empresas. Combina la vulnerabilidad propia al riesgo ESG con la vulnerabilidad al riesgo ESG de los países y sectores en los que la empresa se vea expuesta a riesgos. Tanto la calificación como el RRI se actualizan diariamente para todas las empresas que figuran en la base de datos.

### Bandera de infracción del Pacto Mundial de las Naciones Unidas Rep Risk (RepRisk UN Global Compact Violator Flag)
La bandera de infracción del Pacto Mundial de las Naciones Unidas (UNGC) permite identificar fácilmente las empresas que tienen un alto riesgo o un posible riesgo de violar uno o más de los diez principios del UNGC. Con la bandera, también es posible ver si las violaciones del UNGC están relacionados principalmente con las operaciones o con la cadena de suministro de una empresa.

## Uso externo de datos
- FactSet utiliza RepRisk como su primer proveedor externo de datos de riesgos medioambientales, sociales y de buen gobierno empresarial (ESG) en la nueva plataforma de mercado Open:Factset.
- UBS fue el primer cliente de RepRisk. En 2010, en el marco de una iniciativa expandida de responsabilidad corporativa, UBS amplió su base de datos de conformidad corporativa para incluir información recopilada por RepRisk, por sus potenciales socios de suministro y clientes inversionistas para identificar el riesgo que podría tener un impacto sobre la reputación del banco y sobre su rendimiento financiero.[6][8] En 2011, UBS amplió su base de datos de cumplimiento global para incluir información sobre cuestiones ambientales y sociales proporcionada por RepRisk, una firma global que gestiona un banco de datos sobre la vulnerabilidad relacionada con temas ambientales, sociales, y corporativos (ESG). Esto se hizo con el objetivo de mitigar los riesgos asociados a temas ambientales y sociales que podrían tener un impacto sobre la reputación del banco o su rendimiento financiero, así como para ayudar a estandarizar y aplicar de manera sistemática y a nivel mundial los procesos de debida diligencia de la empresa. La base de datos de RepRisk se utiliza en el proceso de incorporación de nuevos clientes y proveedores, revisiones periódicas de los clientes y para evaluar los riesgos relacionados con las transacciones de inversión y de préstamos institucionales.[6]
- Dow Jones Sustainability Index (DJSI) / RobecoSAM: RobecoSAM usa RepRisk como parte integrante de su Media and Stakeholder Analysis, una sección de su Corporate Sustanability Assesment para el Dow Jones Sustanability index.[9] Una vez que una compañía esta cotizada en el DJSI, esta es evalúa diariamente para identificar cualquier problema que podría conducir a su exclusión si se considera que la alegación es lo suficientemente grave. Los ejemplos de alegaciones que podrían llevar a la exclusión de una empresa incluyen: prácticas comerciales, violaciones a los derechos humanos, despidos, conflictos laborales, y desastres ambientales. Este monitoreo es apoyado por RepRisk, una firma de investigación mundial y proveedora de datos sobre la vulnerabilidad empresarial relacionada con temas ambientales, sociales y gubernamentales (ESG). RepRisk filtra los medios de comunicación, agencias gubernamentales, grupos de estudios y otras fuentes disponibles públicamente para identificar los riesgos relacionados con estos temas. La información recopilada se analiza y se cuantifica de forma sistemática. Si un evento crítico ocurre, su alcance es analizado por RobecoSAM. Si la alegación resultase suficientemente grave, el evento se analiza en profundidad, teniendo en cuenta la gravedad, la cobertura de los medios de comunicación, y la gestión de crisis. Los analistas de RobecoSAM luego deciden si la empresa debe ser excluida del DJSI. Deloitte completa entonces un informe de verificación para garantizar la validez de la información proporcionada por la compañía.[10]
- FTSE: RepRisk es uno te los proveedores de datos empleados por FTSE en su metodología ESG en el establecimiento de varios parámetros de referencia.[11]
- El Norwegian Global Pension Fund, el fondo de pensiones soberanos más grande del mundo, escogió a RepRisk en 2009 como servicio proveedor clave para identificar riesgos ambientales y sociales graves de su cartera, debido a la capacidad de RepRisk de cubrir un universo ilimitado de compañías. RepRisk fue seleccionado de nuevo en 2013.
- First Sentier Investors: RepRisk es empleado para filtrar compañías en su cartera así como para la eventual contratación de compañías.[12]
- BASF: los datos de RepRisk son empleados para filtrar los proveedores de BASF con el fin de identificar posibles riesgos ESG.[13]
- El Sustainability Accounting Standard Board (SASB) emplea los datos de RepRisk para el desarrollo de estándares de sostenibilidad y rendimiento de cuentas, como soporte para su investigación basada en evidencia.[14]
- Carbon Disclosure Project (CDP): Los Datos de RepRisk son parte integrante en la evaluación de compañías para la Climate Performance Leaders and Water Performance Leaders de la CDP.[15][16][17]
- Principles for Responsible Investment (PRI), apoyado por las Naciones Unidas: RepRisk es empleada por el equipo Investment Engagement del UNPRI para identificar los riesgos ESG en la cadena de valores e inversiones y para promover el compromiso acerca de compañías e inversores.[15]
- Global 100 Ranking: Los datos RepRisk fueron incorporados a la sección de sanciones para la elaboración del palmarés anual Global 100 Most Sustainable Corporations y al índice de equidad de sostenibilidad gestionado por Corporate Knights Capital.
- Worlds Most Ethical Companies Ranking: Los datos RepRisk son un elemento clave en la elaboración de la clasificación Worlds Most Ethical Companies (enlace roto disponible en Internet Archive; véase el historial, la primera versión y la última). publicada por Ethisphere.[12][18]
- 2014 Newsweeks Green Ranking: Newsweek incorpora las evaluaciones de RepRisk del riesgo a la reputación de compañías para el índice de “Puntuación de reputación” en su Green Ranking de 2014.[19]
- Ecolab: Las puntuaciones de riesgo industrial y riesgo país de RepRisk están disponibles en la sección de análisis de riesgos de Water Risk Monetizer desarrollado por Ecolab

## Productos de dato y servicios
Los datos RepRisk están disponibles en varios formatos y varios productos. La ESG Risk Platform es un banco de datos, accesible por búsqueda en internet, para riesgos ESG relacionados con compañías, proyectos, sectores y países. El banco de datos es empleado por instituciones financieras y corporaciones como instrumento de investigación sobre el riesgo y para su monitoreo. En octubre de 2018, el banco de datos incluye más de 110 000 compañías públicas y privadas y más de 27 000 proyectos habiendo sido vinculados a riesgos ESG. El banco de datos también analiza riesgos ESG relacionados con sectores y países. También incluye datos sobre temas ESG, sobre más de 18 000 ONG y más de 13 000 agencias gubernamentales.
Es también posible acceder a datos RepRisk por medio de flujo de datos, por exportación de datos cuantitativos sobre medidas, pudiendo ser integrados a los sistemas y procesos internos del cliente. Estos son usados para filtrar y monitorear amplios conjuntos de datos en sectores y áreas como la banca, las gestión de carteras, el aseguramiento de riesgos financieros y el monitoreo de cadenas de suministro.
Los reportes RepRisk Benchmarking Briefs marcan la exposición al riesgo ESG hasta con diez empresas, y están disponibles para su adquisición en la tienda en línea.
Los reportes sobre compañías de RepRisk son reportes en formato PDF que establecen los riesgos ESG y de comportamiento empresarial de una compañía individual. Pueden ser adquiridos en una tienda en línea. También hay disponibles reportes de monitoreo de proveedores y reportes de monitoreo de carteras. Estos consisten en reportes en formato PDF disponibles mensualmente o trimestralmente que identifican compañías en la lista de proveedores o en las carteras de inversiones más expuestas a riesgos ESG y más susceptibles de violar las políticas internas, los comportamientos éticos o la normativa internacional.

## Publicaciones e investigaciones

### Reporte anual de las compañías más controvertidas
RepRisk publica una clasificación anual de las diez compañías más controvertidas del mundo relativamente a cuestiones ESG. La clasificación es una lista de las compañías que tienen el más alto RRI durante un periodo de un año dado.
| Rank | 2009                          | 2010                    | 2012                     | 2013                                                    | 2014                                                    | 2015                                                                               | 2016                                                     | 2017                                                |
| ---- | ----------------------------- | ----------------------- | ------------------------ | ------------------------------------------------------- | ------------------------------------------------------- | ---------------------------------------------------------------------------------- | -------------------------------------------------------- | --------------------------------------------------- |
| 1    | Peanut Corporation of America | Transocean Ltd          | Tazreen Fashions Ltd     | International Federation of Association Football (FIFA) | Chonghaejin Marine Company                              | Ruihai International Logistics Co                                                  | 1Malaysia Development Berhad (1MDB)                      | The Weinstein Company                               |
| 2    | Vedanta Resources             | BP PLC                  | Olympus Corp             | Punta Fa SL (Mango)                                     | Takata Corp                                             | Uber Technologies Inc.                                                             | Mossack Fonseca                                          | Kobe Steel Ltd (Kobelco)                            |
| 3    | Newmont Mining Corporation    | Vedanta Resources PLC   | Lonmin PLC               | Comigel SAS                                             | Chang Guann Company                                     | Samarco Mineração SA                                                               | Samarco Mineração SA                                     | J&F Investimentos SA                                |
| 4    | Rio Tinto                     | ExxonMobil Corporation  | News Corp Ltd            | HSBC Holdings PLC                                       | Zhongrong Metal Products                                | Takata Corp                                                                        | Jiangsu Changlong Chemicals Co Ltd                       | Appleby Global Group Services Ltd (Paradise Papers) |
| 5    | Walmart                       | Foxconn Electronics Inc | Samsung Group            | Findus Group Ltd                                        | Uber Technologies                                       | Blue Bell Creameries LP                                                            | Daewoo Shipbuilding & Marine Engineering (DSME) / Unaoil | Stalreiniging Barneveld (Chickfriend)               |
| 6    | Siemens                       | Chevron Group           | HSBC Holdings PLC        | Fonterra Co-operative Group Ltd                         | International Federation of Association Football (FIFA) | HSBC Private Bank (Suisse)                                                         |                                                          | Equifax Inc                                         |
| 7    | KBR                           | BG Group PLC            | Reebok International Ltd | GlaxoSmithKline PLC                                     | Dongguan Shinyang Electronics                           | Sony Corp                                                                          | Rizal Commercial Banking Corp (RCBC)                     | Rolls-Royce Holdings PLC                            |
| 8    | ExxonMobil Corporation        | Royal Dutch Shell       | ING Bank NV              | BNP Paribas SA                                          | General Motors                                          | Volkswagen AG                                                                      | Lotte Group                                              | Odebrecht SA                                        |
| 9    | BP PLC                        | Sinar Mas Group         | Wyeth LLC                | ICAP PLC                                                | KT ENS Corp                                             | Fédération Internationale de Football Association (FIFA)                           | Volkswagen AG                                            | Petroleos de Venezuela SA                           |
| 10   | BHP Billiton                  | Magyar Aluminium        | TeliaSonera AB           | Samsung Group                                           | Neiman Marcus Group                                     | 1Malaysia Development Berhad / Odebrecht SA / General Motors / Honda Motor Company | Odebrecht SA                                             | Transnet SOC Ltd                                    |

### Reporte anual de los proyectos más controvertidos
Desde 2013, RepRisk ha publicado una clasificación anual de los diez proyectos más controvertidos en términos ESG. La clasificación está basada en proyectos que tienen el más alto RRI durante un periodo de un año en particular. 
| Rank | 2013                                  | 2014                                     | 2015                                                                                | 2016                                                                                             | 2017                                   |
| ---- | ------------------------------------- | ---------------------------------------- | ----------------------------------------------------------------------------------- | ------------------------------------------------------------------------------------------------ | -------------------------------------- |
| 1    | Rana Plaza                            | Kunshan Zhongrong Metal Plating Factory  | Rajput Polyester Factory                                                            | Fengcheng Power Plant Phase 3                                                                    | Greenfell Tower                        |
| 2    | Pegasus Pipeline                      | Buenavista del Cobre Mine (Cananea Mine) | Valenzuela Slipper Factory                                                          | Hong’ao Landfill (Hong Ao Landfill; Hongao Construction Waste Dump)                              | Ctrip Day Care Center                  |
| 3    | Big Gossan Mine                       | Soma Komur Isletmeleri Mine              | Vostochnyi Spaceport (Vostochny Kosmodrom)                                          | ETP Crude Pipeline Project (Bakken pipeline; Dakota Access Pipeline)                             | Fu Yuan Lu Leng 999 Vessel             |
| 4    | Four Rivers Refurbishment Project     | Abbot Point Port Expansion               | Tia Mia Gold Mining Project                                                         | Aliso Canyon Natural Gas Storage Facility                                                        | Brook House Immigration Removal Centre |
| 5    | Fukushima Daiichi Nuclear Power Plant | Mauna Ocean Resort                       | Angra 3 Nuclear Reactor                                                             | Sports Direct Shirebrook Warehouse                                                               | Nord Stream 2 Gas Pipeline             |
| 6    | Foxconn Zhengzhou Technology Park     | 2022 FIFA World Cup                      | Hpakant Gyi Jade Mine / Carmichael Coal Mine / Rail Project (Galilee Basin Project) | Petroquimica Mexicana de Vinilo (PMV) Plant                                                      | Jalabiya Cement Works                  |
| 7    | Gyama Polymetallic Mine               | Mount Polley Mine                        | Ilha Pura Olympic Village                                                           | Agua Zarca Hydroelectric Project                                                                 | OPL 245 Oil Block                      |
| 8    | Mtwara Dar es Salaam Pipeline         | Qingdao Port                             | Long Lake Oil Sands Project                                                         | Tongi Packaging Plant (Tampaco Foils)                                                            | Changwon Jinhae Shipyard               |
| 9    | Rustenburg Chrome Mine                | Moscow Metro                             | Formosa Fun Coast WaterPark                                                         | Angra dos Reis Nuclear Complex (Almirante Álvaro Alberto Nuclear Complex) / Jinshangou Coal Mine | Guangzhou No 7 Thermal Power Plant     |
| 10   | San José del Progreso Gold and Silver | Dan River Steam Station                  | Grand Mosque Expansion Project                                                      |                                                                                                  | Imperial Pacific Resort Hotel          |

### Reportes adicionales
- Special Report on Migrant Labor (August 2018) (enlace)
- Special Report on Coal-fired Power Plants (June 2018) (enlace)
- Special Report on the Most Controversial Projects of 2017 (March 2018) (enlace (enlace roto disponible en Internet Archive; véase el historial, la primera versión y la última).)
- Special Report on the Most Controversial Companies of 2017 (January 2018) (enlace (enlace roto disponible en Internet Archive; véase el historial, la primera versión y la última).)
- Special Report on Oil and Gas sector (July 2017) (enlace (enlace roto disponible en Internet Archive; véase el historial, la primera versión y la última).)
- Special Report on Ten Years of Global Banking Scandals (May 2017) (enlace (enlace roto disponible en Internet Archive; véase el historial, la primera versión y la última).)
- Special Report on the Most Controversial Projects of 2016 (March 2017) (enlace (enlace roto disponible en Internet Archive; véase el historial, la primera versión y la última).)
- Special Report on the Most Controversial Companies of 2016 (January 2017)(enlace (enlace roto disponible en Internet Archive; véase el historial, la primera versión y la última).)
- Sector Benchmarking Report on the Retail sector (December 2016)(enlace)
- Sector Benchmarking Report on the Pharmaceuticals and Biotechnology sector (October 2016)(enlace (enlace roto disponible en Internet Archive; véase el historial, la primera versión y la última).)
- Special Report on Human trafficking (September 2016)(enlace (enlace roto disponible en Internet Archive; véase el historial, la primera versión y la última).)
- Special Report ASEAN Series: Myanmar (August 2016)(enlace (enlace roto disponible en Internet Archive; véase el historial, la primera versión y la última).)
- Special Report ASEAN Series: Philippines (July 2016)(enlace (enlace roto disponible en Internet Archive; véase el historial, la primera versión y la última).)
- Special Report on Tax Optimization (June 2016)(enlace (enlace roto disponible en Internet Archive; véase el historial, la primera versión y la última).)
- Special Report ASEAN Series: Malaysia (May 2016)(enlace (enlace roto disponible en Internet Archive; véase el historial, la primera versión y la última).)
- Special Report on Forced Labor (April 2016)(enlace (enlace roto disponible en Internet Archive; véase el historial, la primera versión y la última).)
- Special Report on the Most Controversial Projects of 2015(March 2016)(enlace (enlace roto disponible en Internet Archive; véase el historial, la primera versión y la última).)
- Special Report on Uber Technologies Inc (February 2016)(enlace (enlace roto disponible en Internet Archive; véase el historial, la primera versión y la última).)
- Special Report ASEAN Series: Lower Mekong Delta – Cambodia, Laos, Thailand, and Vietnam (February 2016)(enlace (enlace roto disponible en Internet Archive; véase el historial, la primera versión y la última).)
- Special Report on the Most Controversial Companies of 2015 (January 2016)(enlace (enlace roto disponible en Internet Archive; véase el historial, la primera versión y la última).)
- Special Report ASEAN Series: Indonesia (December 2015)(enlace (enlace roto disponible en Internet Archive; véase el historial, la primera versión y la última).)
- Joint Special Report on Negligence (November 2015)(enlace (enlace roto disponible en Internet Archive; véase el historial, la primera versión y la última).)
- Joint Special Report on Privacy Issues (June 2015)(enlace (enlace roto disponible en Internet Archive; véase el historial, la primera versión y la última).)
- Special Report on Seabed Mining and Deep Sea Drilling (June 2015)(enlace (enlace roto disponible en Internet Archive; véase el historial, la primera versión y la última).)
- Special Report on ESG risks in Colombia (December 2014)[28])
- Special Report on Indigenous Communities (September 2014)(enlace (enlace roto disponible en Internet Archive; véase el historial, la primera versión y la última).)
- Special Report on Most Controversial Mining Projects (August 2014)(enlace (enlace roto disponible en Internet Archive; véase el historial, la primera versión y la última).)
- Special Report on MINT countries (February 2014)(enlace (enlace roto disponible en Internet Archive; véase el historial, la primera versión y la última).)
- Special Report on Consumer electronics (December 2013)(enlace (enlace roto disponible en Internet Archive; véase el historial, la primera versión y la última).)
- Special Report on Report on Arctic Drilling (June 2013)(enlace)
- Special Report on BRIC countries (December 2012)(enlace)
- Special Report on Wáter Scarcity (November 2011)(enlace (enlace roto disponible en Internet Archive; véase el historial, la primera versión y la última).)
- Special Report on Tar Sands (August 2011)(enlace)
- Special Report on "Fracking" (June 2011)(enlace)

### Investigación
- El efecto de las malas noticias sobre el riesgo de crédito: los datos RepRisk fueron empleados en el estudio de investigación “The effect of bad news on credit risk: a media based view of the pricing of corporate social responsibility,” que demostraba que las noticias negativas sobre temas de responsabilidad social corporativa están vinculadas a un diferencial más alto que la permuta de cobertura por impago. La investigación obtuvo el Award for Excellence in Responsible Investment Research[15] entregado con motivo de la Conferencia UN PRI’s annual Academic Network en 2013. El estudio está publicado en el Strategic Management Journal.
- ESG Alpha in China: los datos RepRisk fueron empleados en la elaboración de la investigación “ESG Alpha in China”, que analizaba los efectos de riesgos ESG sobre el rendimiento de las acciones de compañías chinas y que determinó que los criterios ESG pueden ser utilizados para generar Alpha para las inversiones en compañías chinas. La investigación obtuvo el premio European UN PRI en la categoría Investment Strategy.[29]
- Kepler Chevreux: Kepler Chevreux y Affectio Mutandi incluyeron datos RepRisk en su reporte de investigación Soft Law Violation & Liability,[30] uno de la serie de reportes editados por la compañía acerca de la ética empresarial. Kepler Cheuvreux incluyó también a RepRisk en su “The Responsible Investor Playbook”, publicado en 2016. RepRisk y CSRHub publicaron conjuntamente un reporte en mayo de 2015 sobre la relación entre el desempeño CSR aparente y la vulnerabilidad al riesgo a la reputación relacionado con asuntos ESG.[31]
- ESG Resultados de los fondos de inversión europeos.[32]
- Efecto de las malas noticias sobre la reputación y precios de las acciones: una encuesta empírica.[33]
- Does Corporate Social Responsibility Benefit Society? Jun Li, University of Michigan, Stephen M. Ross School of Business, and Di (Andrew) Wu, University of Michigan, Stephen M. Ross School of Business (2017).[34]
- La relación entre el rendimiento de la sostenibilidad y la divulgación de la sostenibilidad: conciliación de la teoría de la divulgación voluntaria y la teoría de la legitimidad[35]
- Cómo la cobertura mediática de la irresponsabilidad social corporativa aumenta el riesgo financiero[36]
- Responsabilidad social y riesgo de reputación empresarial[37]
- El precio de ignorar los riesgos de ESG[38]

## Socios
- Carbon Disclosure Project (CDP)
- Corporate Excellence
- Corporate Knights
- CQI IRCA
- FactSet
- GEC Risk Advisory
- UN’s Principles for Responsible Investment initiative
- World Resources Institute

En septiembre de 2015 se anunció que RepRisk se asoció con Institutional Shareholder Services (ISS) para el beneficio de gestores de activos e inversionistas.
En octubre de 2015, se anunció que datos RepRisk se han puesto a la disposición de investigadores universitarios a través de una asociación con Wharton Research Data Services (WRDS), una plataforma de investigación del Wharton School.
En noviembre de 2016, RepRisk firma una asociación de datos con el Bureau van Dijk Archivado el 4 de septiembre de 2017 en Wayback Machine., un editor de información empresarial.
Los datos RepRisk están en parte disponibles a través de la distribución de datos propia de organizaciones como FactSet, Interactive Data Corporation, SIX Financial Information, y SunGard.

## Premios
Expertos de los sectores industriales han reconocido que RepRisk cumple la Gold Standard in ESG data , Deep Data Delivery Standards.
RepRisk fue votada mejor empresa en la clasificación Best Risk Analytics en el marco de la investigación de cadena de valores SRI & Corporate Governance en el IRRI Survey de 2014 por WeConvene Extel (Thomson Reuters) y SRI-Connect
En marzo de 2013 RepRisk obtuvo una beca de investigación del gobierno suizo (Swiss Government’s Commission for Technology and Innovation (CTI)) para desarrollar, en colaboración con la Zurich University for Applied Sciences (ZHAW), instrumentos empleando datos RepRisk que promueven la transparencia ESG en cadenas de suministro.
RepRisk fue galardonada con el premio de innovación ‘Most Important Innovation in Sustainability’ en el Sustainability Congress de 2011 que tuvo lugar en Bonn en mayo de 2011.